# Misaki Kumakura
Misaki Kumakura (jap. 熊倉美咲 Kumakura Misaki; ur. 29 marca 1983 r.) – japońska wioślarka.

## Osiągnięcia
- Mistrzostwa Świata – Gifu 2005 – czwórka podwójna wagi lekkiej – 6. miejsce[1].
- Mistrzostwa Świata – Monachium 2007 – dwójka podwójna wagi lekkiej – 9. miejsce[1].
- Igrzyska Olimpijskie – Pekin 2008 – dwójka podwójna wagi lekkiej – 9. miejsce[1].